# Charles Joseph Gahan
Charles Joseph Gahan (20 de janeiro de 1862 - 21 de janeiro de 1939) foi um entomologista irlandês especializado em besouros, especialmente Cerambycidae. Ele serviu como guardião no departamento de entomologia do Museu Britânico (História Natural) por treze anos depois de Charles Owen Waterhouse. Ele nasceu em Roscrea, County Tipperary, Irlanda. Seu pai, Michael Gahan, era o Mestre da Escola Erasmus Smith em Tipperary. Ele foi educado primeiro no Queens College Galway, onde alcançou distinção, e depois na Royal School of Mines em Kensington. Em 1882 foi agraciado com medalha e prêmios como o melhor aluno de biologia da sessão. Em 1886, ele ingressou no Museu Britânico (História Natural) como assistente no Departamento de Zoologia, onde se tornou Guardião do então recém-formado Departamento de Entomologia em 1913. Um especialista em besouros, especialmente Cerambycidae, ele escreveu o volume de 1906 de A Fauna da Índia Britânica, Incluindo o Ceilão e a Birmânia nesse grupo. Secretário Honorário da Sociedade Entomológica de Londres em 1899-1900 e foi presidente de 1917-1918. Casou-se com Annie Woodward em 1887. Ele se aposentou em 1920 e viveu em Mouth Aylsham em Norfolk e morreu em Aylsham.